# Museum Fluxus Plus
Le museum Fluxus Plus, orthographié "museum FLUXUS +", est un musée d'art moderne et contemporain situé à Potsdam, en Allemagne.    
L'ouverture a eu lieu en avril 2008. 

## Lieu et condition
Le musée est situé dans la Schiffbauergasse et est établi dans d'anciennes écuries de hussards, et donne directement sur le Tiefer See (de). Il comporte un espace d'exposition permanent d'environ 1 000 mètres carrés, un grand hall d'accueil avec un café et un art + life-shop et un atrium, un espace pour diverses manifestations, telles que des expositions temporaires, des conférences d'artistes, des performances ou des événements musicaux. 
Sur deux étages, des œuvres d'une collection privée sont présentées, comprenant de la correspondance, des photographies, des livres, des catalogues, des magazines, des films, des vidéos, des reliques de performances, des multiples, des objets, des installations et des œuvres d'art. Au rez-de-chaussée, une exposition permanente sur le mouvement international et intermédial Fluxus est présentée. Aux côtés de l'initiateur George Maciunas, il y a aussi Wolf Vostell, Emmett Williams, Benjamin Patterson, Nam June Paik et de nombreux autres artistes des années 1960. Les œuvres d'autres contemporains et d'amis tels que Arman, Lebel, Christo, Niki de Saint-Phalle, Raymond Hains, Manfred Leve, Ann Noël et d'autres complètent le tableau de l'avant-garde de la seconde moitié du XXe siècle. 
Le « plus » dans le « musée FLUXUS + » représente l'intégration d'artistes de la région environnante de Fluxus. Afin de jeter un regard sur les interprétations actuelles de la maxime Fluxus « L'art c'est la vie, la vie c'est l'art », quatre artistes contemporains exposent leurs œuvres dans un département du musée. Des œuvres de Costantino Ciervo, de Hella de Santarossa, de Lutz Friedel et de Sebastian Heiner sont exposées. Les quatre artistes contemporains également représentés dans l'exposition permanente du musée ne s'inscrivent que partiellement dans la tradition du mouvement Fluxus et certains ont eu des contacts personnels avec Wolf Vostell, par exemple dans le cadre de son académie d'été à Malpartida de Cáceres, en Espagne.

## Wolf Vostell
Au premier étage, le travail de Wolf Vostell est montrée. Des œuvres qui reflètent son spectre complet sous le slogan « L'art c'est la vie, la vie c'est l'art » et présentent Vostell non seulement en tant qu'artiste Fluxus et d'happening, mais également en tant que graphiste, sculpteur, compositeur, peintre et pionnier de la vidéo. Au cours de l'exposition VOSTELL - FLUXUS - 1970 (2019), quelques éditions rares, œuvres et multiples ont été présentés, ainsi qu'une nouvelle "Study Library Vostell", désormais disponible en permanence pour les visiteurs intéressés.  